# Rich Paul
Richard "Rich" Paul (Cleveland, 16 dicembre 1980) è un procuratore sportivo statunitense.

## Biografia
Paul è cresciuto in un appartamento sopra il negozio "R & J Confectionery" di suo padre Rich Paul, a Glenville, nell'east side di Cleveland.
Nel 2002, dopo il diploma alla Benedictine High School, incontra la futura stella della NBA LeBron James all'aeroporto di Cleveland.
Nel 2006 inizia a lavorare presso la Creative Artists Agency assieme a Leon Rose, storico agente di pallacanestro, con cui negozierà il rinnovo contrattuale di James coi Cleveland Cavaliers.
Nel 2012, Paul, insieme a LeBron James, ha lasciato l'agenzia di Leon Rose per avviare la propria agenzia, Klutch Sports Group.
Al 2019 Klutch Sports Group cura gli interessi di più di 25 giocatori NBA, tra cui Ben Simmons, LeBron James, John Wall e Anthony Davis, gestendo contratti per oltre un miliardo di dollari.
Nel 2024 si fidanza ufficialmente con la cantautrice britannica Adele.